# Kap Chocolate
Kap Chocolate ist ein kleines Kap an der Scott-Küste des ostantarktischen Viktorialands, Es markiert die Südseite der Salmon Bay.
Entdeckt wurde es von Teilnehmern der Discovery-Expedition (1901–1904) unter der Leitung des britischen Polarforschers Robert Falcon Scott. Benannt wurde es vermutlich nach dem an dunkle Schokolade (englisch chocolate) erinnernden Moränenschutt von der Westflanke des Koettlitz-Gletschers, aus dem das Kap vornehmlich besteht.